# Šakali
Šakali (serbisch-kyrillisch Шакали; deutsch Schakale) war eine paramilitärische Einheit aus Serbien, die im Kosovokrieg kämpfte.
Angehörige der Gruppe werden verdächtigt, am 14. Mai 1999 im Dorf Qyshk ein Massaker an 42 albanischen Zivilisten verübt zu haben.
Der Anführer der Gruppe, Nebojša Minić (1964–2005), wurde 2005 in Argentinien festgenommen, verstarb aber kurz darauf. Der Prozess gegen neun Angeklagte im Zusammenhang mit dem Massaker begann am 20. Dezember 2010 in Belgrad. Nach 15 Verdächtigten wird noch international gefahndet. Am 25. Dezember 2010 wurde das frühere Šakali-Mitglied Zoran Obradović in Deutschland festgenommen.